# Älija Schüssipowa
Älija Maqsutqysy Schüssipowa (kasachisch Әлия Мақсұтқызы Жүсіпова, russisch Алия Махсутовна Юсупова Alija Machsutowna Jussupowa; * 15. Mai 1984 in Schymkent) ist eine ehemalige kasachische rhythmische Sportgymnastin.

## Erfolge
2004 konnte sich Älija Schüssipowa für die Olympischen Sommerspiele in Athen qualifizieren, wurde vierte im Einzelwettbewerb. Bei den Asienspielen 2006 in Doha gewann sie in der Gesamtwertung sowie im Mannschaftswettbewerb die Goldmedaille. Bei den Asienmeisterschaften 2006 in Surat gewann sie insgesamt sechsmal Gold. 2008 nahm sie für Kasachstan erneut an den Olympischen Sommerspielen teil, wo sie den 5. Platz errang.
2009 beendete Schüssipowa ihre Karriere.